# Sarah Fairbrotherová
Sarah Fairbrotherová, nepřechýleně Fairbrother (sama sebe nazývala Louise, od roku 1859 paní FitzGeorge(ová), 31. října 1816, Westminster – 12. ledna 1890, Mayfair) byla anglická herečka a milenka prince George, vévody z Cambridge, vnuka krále Jiřího III.
Jelikož své manželství uzavřeli v rozporu s královským zákonem o sňatcích z roku 1772, jejich manželství nebylo podle zákona uznáno.

## Jako paní FitzGeorgeová
Protože manželství nebylo legální, nemohla Sarah používat titul vévodkyně z Cambridge a nenáleželo jí oslovení Její královské výsosti. Proto byla oslovována jako paní Fairbrotherová a později jako paní FitzGeorgeová.